# Đại học Bagdad

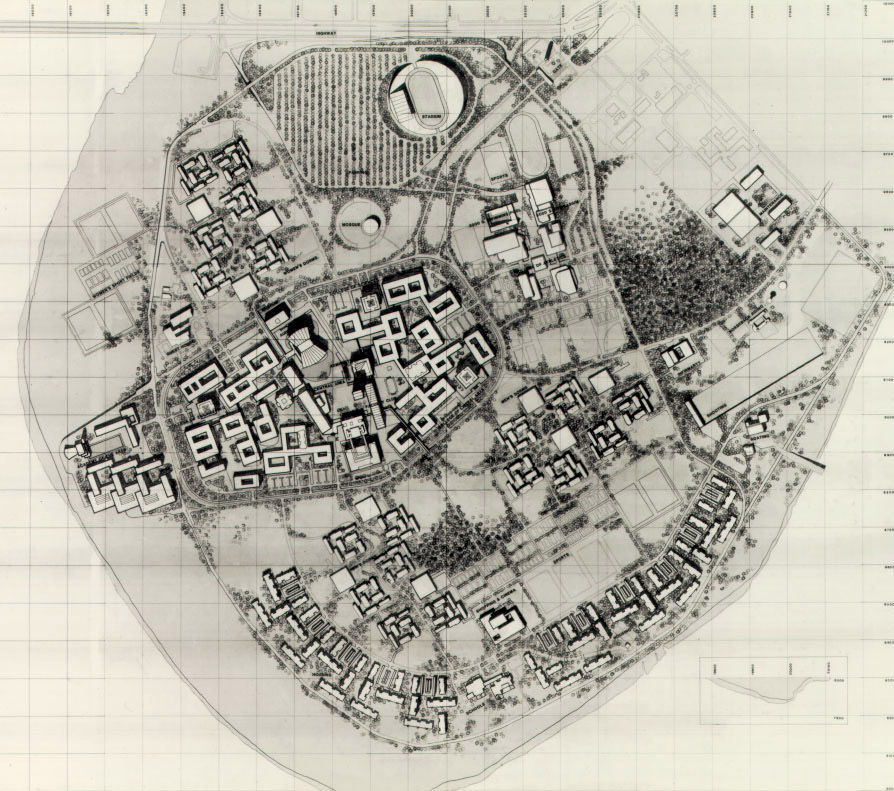
Quy hoạch địa điểm cho việc mở rộgn Khuôn viên Đại học Baghdad.

Đại học Baghdad (tiếng Ả Rập: جامعة بغداد, Jaama'a Baghda'ad) là trường đại học lớn nhất ở thủ đô Baghdad, Iraq, được xây dựng bởi Chính phủ Hoàng gia Iraq cuối thập niên 1950 và tọa lạc gần sông Tigris. Các tòa nhà của trường được thiết kế bởi Walter Gropius, Viện Kiến trúc sư Hoa Kỳ, Louis McMillen và Robert McMillan của The Architects Collaborative, những ngườ đã bắt đầu thực hiện quy hoạch tổng thể khu khuôn viên trường cuối thập niên 1950 cho khu khu Viện Kỹ thuật, Khoa học và Nghệ thuật tự do với tổng số 6800 sinh viên. Khu trường sở được mở rộng năm 1982 để có thể tiếp nhận 20.000 sinh viên và các trang thiết bị khác. Kiến trúc sư Hisham N. Ashkouri và Robert Owen đã phát triển quy hoạch cho toàn bộ khuôn viên.